# 美延映夫
美延 映夫（みのべ てるお、1961年5月23日 - ）は、日本の政治家。日本維新の会所属の衆議院議員（3期）。大阪市会議員（4期）、大阪市会議長（第109代）を務めた。カタカナ表記の「ミノベテルオ」名義で活動することも多い。

## 来歴
大阪府大阪市北区生まれ。豊仁小学校、豊崎中学校、清風高等学校、神戸学院大学法学部卒業。
大学卒業後、民間企業に勤務。以後、旅行・貿易・不動産管理の会社で、計15年余勤務した。
2003年、大阪市会議員選挙に北区選挙区から自由民主党公認で立候補し、初当選。以後、大阪市会議員を4期14年務める。
2010年、市議2期目途中に自民党を離党し、大阪維新の会に参加。
2013年5月30日に第109代大阪市会議長に就任するも、自身の政治資金パーティーで市立高校吹奏楽部の生徒に演奏させたことが「教育の政治的中立性の侵害」として問題視され、同年9月26日に不信任決議が可決された（後述）。同年12月13日退任。
2017年9月27日、大阪市会議員を辞職。同年の第48回衆議院議員総選挙に大阪4区から日本維新の会公認で立候補したが自民党前職の中山泰秀に敗れ、比例復活もならず落選した。
2020年4月2日、同党の谷畑孝衆議院議員が体調不良を理由に議員を辞職したことを受け、同月16日、中央選挙管理会において比例近畿ブロックで繰り上げ当選となった。
2021年10月31日、第49回衆議院議員総選挙で前回敗れた中山に勝利し再選。
2024年10月27日、第50回衆議院議員総選挙で中山など4人を押さえ再選。

## 政策・主張
- 日本国憲法の改正に賛成だが、日本国憲法第9条の改正への賛否は明らかにしていない[11]。
- 憲法への緊急事態条項の創設に反対[11]。
- 参議院議員通常選挙で隣接する県を1つの選挙区にする「合区」をなくすための憲法改正に反対[11]。
- アベノミクスを評価する[11]。
- 高収入の一部専門職を労働時間規制から除外する高度プロフェッショナル制度の導入に賛成[11]。
- 日本の原子力発電について「当面は必要だが、将来的には廃止すべきだ」としている[11]。
- カジノの解禁に賛成[11]。
- 日本の核武装について「今後の国際情勢によっては検討すべきだ」としており、非核三原則の「持ち込ませず」の部分についても「議論すべきだ」としている[11]。
- 受動喫煙防止を目的に飲食店などの建物内を原則禁煙とする健康増進法改正に反対。その理由として「家庭内に法が立ち入る事には反対」と回答している[12]。

## 人物
- 家族は、妻、娘2人[13]。
- 高校時代はハンドボール部で、ディフェンスが得意であった[13]。
- 大阪天満宮の役員である[13]。

## 不祥事・騒動

### 「家庭教育支援条例案」を巡る批判
市議団幹事長時代の2012年5月1日、家庭教育の支援や伝統的子育ての推進などを盛り込んだ「家庭教育支援条例案」の原案を条例案の推進者である辻淳子市議らとともに掲示し、美延は報道陣に「5月議会への提出を目指す」と表明した。原案には「発達障害、虐待等の予防・防止」の章を設け「乳幼児期の愛着形成の不足が軽度発達障害またはそれに似た症状を誘発する大きな要因」と明記され、「虐待、非行、不登校、引きこもりに深く関与している」「わが国の伝統的子育てで予防、防止できる」などと書かれており、条例案の文案は「親学」を提唱する高橋史朗明星大学教授から資料として提供を受けたものであった。
この条例案については「発達障害と虐待などが同列に扱われ、人権侵害だ」などの批判が殺到し、5月7日には維新の橋下徹代表も市議団に見直しを要請。同日には発達障害の子どもの保護者らで作る大阪府内の13団体が「発達障害は先天的脳機能障害。条例案の記述は学術的根拠がなく、偏見を増幅する」として、提出中止を求める要望書を市議団に提出。美延は団体の代表らに陳謝した一方、「ある県で議論された案を参考として議員に配っただけで、我々の案ではない」とも釈明。同日に市議会への提案方針を撤回した。

### 政治資金パーティーでの市立高校吹奏楽部による演奏
2013年8月31日に開催された国会議員、市議、府議らと支援者ら約600人が参加した美延の議長就任を祝う政治資金パーティーに地元の市立高校の吹奏楽部を招き、演奏させていたほか、前年にも2回、パーティーで演奏させていた。このため、公明党、自民党、民主党系の3会派が「生徒を政治活動に関与させたのは不適切で、教育の政治的中立性を侵害した」と問題視し、パーティーに参加していた大阪維新の会代表の橋下徹大阪市長は「（当時は）部活動なのか任意の参加なのか分からなかった」とした上で「個人の（政治家の）行事に、公立学校のクラブ活動として演奏するのは問題なんでしょうね」と述べた。
当時公明党は議会で維新と協力関係にあったが、維新幹事長（当時）の松井一郎大阪府知事が「嫌がらせの議会運営はやめた方がいい。（パーティーに）公明の議員も来てたわけでしょ」と名指しで公明党を牽制したため態度を硬化。美延は議員報酬の3ヶ月減額を提示して議長職続投に理解を求めたが、公明はこれを拒否し、9月26日の市議会で公明、自民、民主系の3会派の賛成で議長の不信任決議が可決された。一方で共産党は3会派の動きを「維新への嫌がらせ」などと批判し、美延の行動は問題視しつつも辞職は重すぎるとして維新と共に不信任決議に反対した。11月13日に市教委はパーティーの趣旨を十分に確認しなかったとして、吹奏楽部顧問の男性教諭を口頭注意とした。美延は不信任決議可決後も辞任を否定し、維新も辞任は求めずに本人の意向を尊重する方針を決めたが、最終的に美延は同年12月に辞任した。

## 選挙歴
| 当落 | 選挙                   | 執行日         | 年齢 | 選挙区      | 政党         | 得票数     | 得票率 | 定数 | 得票順位 /候補者数 | 政党内比例順位 /政党当選者数 |
| ---- | ---------------------- | -------------- | ---- | ----------- | ------------ | ---------- | ------ | ---- | ------------------ | ---------------------------- |
| 当   | 2003年大阪市会議員選挙 | 2003年4月13日  | 41   | 北区選挙区  | 自由民主党   | 8107票     | 27.10% | 3    | 3/4                | /                            |
| 当   | 2007年大阪市会議員選挙 | 2007年4月8日   | 45   | 北区選挙区  | 自由民主党   | 7425票     | 23.68% | 3    | 3/4                | /                            |
| 当   | 2011年大阪市会議員選挙 | 2011年4月10日  | 49   | 北区選挙区  | 大阪維新の会 | 8342票     | 22.20% | 3    | 1/7                | /                            |
| 当   | 2015年大阪市会議員選挙 | 2015年4月12日  | 53   | 北区選挙区  | 大阪維新の会 | 1万8056票  | 43.76% | 3    | 1/6                | /                            |
| 繰当 | 第48回衆議院議員総選挙 | 2017年10月22日 | 56   | 大阪府第4区 | 日本維新の党 | 7万2446票  | 38.26% | 1    | 2/3                | 6/5                          |
| 当   | 第49回衆議院議員総選挙 | 2021年10月31日 | 60   | 大阪府第4区 | 日本維新の会 | 10万7585票 | 46.15% | 1    | 2/4                | /                            |
| 当   | 第49回衆議院議員総選挙 | 2021年10月31日 | 63   | 大阪府第4区 | 日本維新の会 | 9万4129票  | 43.14% | 1    | 1/5                | /                            |